# Сельское поселение Коштугское
Сельское поселение Коштугское — сельское поселение, существовавшее в составе Вытегорского района Вологодской области до 30 мая 2013 года.
Центр — село Коштуги.
По данным переписи 2010 года население — 239 человек, оценка на 1 января 2012 года — 238 человек.

## География
Располагалось в юго-западной части района. Граничило:
- на востоке с Анхимовским сельским поселением,
- на севере с Мегорским сельским поселением,
- на западе с Оштинским сельским поселением,
- на юге с Пяжозерским и Вепсским национальным сельскими поселениями Бабаевского района.

По территории протекают реки Мегра, Педажрека.

## История
В 1920 году Коштугский сельсовет был образован в составе Оштинского района Ленинградской области, который в 1937 году вошёл во вновь образованную Вологодскую область. В 1954 году к нему был присоединён Сяргозерский сельсовет. В 1955 году Оштинский район был расформирован и Коштугский сельсовет вошёл в состав Вытегорского района. В 1958 году к нему была присоединена часть Шимозерского сельсовета.
В 1999 году был утверждён список населённых пунктов Вологодской области. В состав Коштугского сельсовета входили 20 населённых пунктов, центром была деревня Марковская.
6 июня 2001 года были объединены
- деревни Марковская, Алексеевская, Васюковская, Дудниковская, Захарьевская, Иевлевская-2, Лукинская, Люговская, Мининская и Павловская в село Коштуги;
- деревни Антоновская, Никоновская, Павловская, Федьковская и Якушевская в деревню Сяргозеро;
- деревни Пустошь-Манойловская, Пустошь-Якушевская и Чикова Гора в деревню Пустошь[4].

1 января 2006 года в соответствии с Федеральным законом № 131 «Об общих принципах организации местного самоуправления в Российской Федерации» Коштугский сельсовет был преобразован в сельское поселение Коштугское.
30 мая 2013 года сельское поселение Коштугское присоединено к сельскому поселению Мегорское.

## Населённые пункты
В состав сельского поселения входили 5 населённых пунктов, в том числе
3 деревни,
1 посёлок,
1 село.
| Населённый пункт  | ОКАТО          | Рег. номер | Расстояние до районного центра, км | Расстояние до центра поселения, км | Индекс | Координаты                      |
| ----------------- | -------------- | ---------- | ---------------------------------- | ---------------------------------- | ------ | ------------------------------- |
| деревня Голяши    | 19 222 832 005 | 3004       | 71                                 | 9                                  | 162915 | 60°37′15″ с. ш. 36°02′54″ в. д. |
| село Коштуги      | 19 222 832 001 | 8286       | 62                                 | 0                                  | 162915 | 60°41′48″ с. ш. 35°59′38″ в. д. |
| посёлок Межозерье | 19 222 832 011 | 3010       | 80                                 | 18                                 | 162916 | 60°33′32″ с. ш. 36°01′05″ в. д. |
| деревня Пустошь   | 19 222 832 022 | 8288       | 65                                 | 3                                  | 162915 |                                 |
| деревня Сяргозеро | 19 222 832 021 | 8287       | 87                                 | 25                                 | 162911 | 60°30′29″ с. ш. 36°00′40″ в. д. |

Упразднённые населёные пункты:
| Населённый пункт             | ОКАТО          | Рег. номер | Расстояние до районного центра, км | Расстояние до центра поселения, км | Индекс | Координаты                      | Комментарий                           |
| ---------------------------- | -------------- | ---------- | ---------------------------------- | ---------------------------------- | ------ | ------------------------------- | ------------------------------------- |
| деревня Алексеевская         | 19 222 832 002 | 3001       | 62,5                               | 0,5                                | 162915 |                                 | Вошла в состав с. Коштуги 6.06.2001   |
| деревня Антоновская          | 19 222 832 003 | 3002       | 87                                 | 25                                 | 162915 |                                 | Вошла в состав д. Сяргозеро 6.06.2001 |
| деревня Васюковская          | 19 222 832 004 | 3003       | 62,5                               | 0,5                                | 162915 | 60°42′07″ с. ш. 36°00′11″ в. д. | Вошла в состав с. Коштуги 6.06.2001   |
| деревня Дудниковская         | 19 222 832 006 | 3005       | 63                                 | 1                                  | 162915 |                                 | Вошла в состав с. Коштуги 6.06.2001   |
| деревня Захарьевская         | 19 222 832 007 | 3006       | 62,5                               | 0,5                                | 162915 |                                 | Вошла в состав с. Коштуги 6.06.2001   |
| деревня Иевлевская-2         | 19 222 832 008 | 3007       | 65                                 | 3                                  | 162915 |                                 | Вошла в состав с. Коштуги 6.06.2001   |
| деревня Лукинская            | 19 222 832 009 | 3008       | 63,5                               | 1,5                                | 162915 | 60°41′30″ с. ш. 35°58′53″ в. д. | Вошла в состав с. Коштуги 6.06.2001   |
| деревня Люговская            | 19 222 832 010 | 3009       | 63                                 | 1                                  | 162963 | 60°42′27″ с. ш. 35°59′44″ в. д. | Вошла в состав с. Коштуги 6.06.2001   |
| деревня Марковская           | 19 222 832 001 | 3000       | 62                                 | 0                                  | 162915 | 60°41′48″ с. ш. 35°59′38″ в. д. | Вошла в состав с. Коштуги 6.06.2001   |
| деревня Мининская            | 19 222 832 012 | 3011       | 63                                 | 1                                  | 162915 |                                 | Вошла в состав с. Коштуги 6.06.2001   |
| деревня Никоновская          | 19 222 832 013 | 3012       | 87                                 | 25                                 | 162915 |                                 | Вошла в состав д. Сяргозеро 6.06.2001 |
| деревня Павловская           | 19 222 832 014 | 3013       | 65                                 | 3                                  | 162915 |                                 | Вошла в состав с. Коштуги 6.06.2001   |
| деревня Павловская           | 19 222 832 015 | 3014       | 87                                 | 25                                 | 162915 |                                 | Вошла в состав д. Сяргозеро 6.06.2001 |
| деревня Пустошь-Манойловская | 19 222 832 016 | 3015       | 65                                 | 3                                  | 162915 |                                 | Вошла в состав д. Пустошь 6.06.2001   |
| деревня Пустошь-Якушевская   | 19 222 832 017 | 3016       | 65                                 | 3                                  | 162915 |                                 | Вошла в состав д. Пустошь 6.06.2001   |
| деревня Федьковская          | 19 222 832 018 | 3017       | 87                                 | 25                                 | 162915 | 60°30′16″ с. ш. 36°00′38″ в. д. | Вошла в состав д. Сяргозеро 6.06.2001 |
| деревня Чикова Гора          | 19 222 832 019 | 3018       | 65                                 | 3                                  | 162915 | 60°40′29″ с. ш. 36°01′50″ в. д. | Вошла в состав д. Пустошь 6.06.2001   |
| деревня Якушевская           | 19 222 832 020 | 3019       | 87                                 | 25                                 | 162915 | 60°30′37″ с. ш. 36°00′59″ в. д. | Вошла в состав д. Сяргозеро 6.06.2001 |